# Buckskin (Textil)
Buckskin (englisch für Bockfell) ist ein kräftig gewalktes Streichgarngewebe. 
Bei einer Breite von 140 cm wiegt der Meter Sommerbuckskin 450–500, Demibuckskin 550–650, Winterbuckskin 700–800 Gramm. Zu Sommer- und Demibuckskin dienen die verschiedensten Webarten: Köper, Satin, Krepp etc., die Dichte variiert von 18–40 Fäden auf 1 cm. Eine Ware von 28 Fäden und 500 g Schwere benötigt Garne zu 15.000 m auf 1 kg. Demibuckskins werden durch stärkere Garne oder intensivere Walke erzeugt, oft auch fertigt man sie mit Unterkette.
Winterbuckskins werden meist mit Ober- und Unterschuss oder mit Doppelgewebe ausgeführt. Winterbuckskin webt man z. B. 30 Fäden auf 1 cm dicht und nimmt zur Oberkette und Oberschuss Streichgarn 13.000 m, zur Unterkette Streichgarn 11.000 m und zum Unterschuss 6.000 m auf 1 kg. Bei der Appretur wird die vom Stuhl kommende Ware über die Stange gescheut, geknotet und gestopft, auf der Strangwaschmaschine mit Sodalauge behandelt, dann gespült, auf der Zentrifuge ausgeschleudert, nochmals gescheut und dann karbonisiert, um die der Wolle etwa anhaftenden Holz- oder Strohteile zu entfernen, dann ausgeschleudert und getrocknet. Hierauf kommt die Ware auf die Brennmaschine und wird nach dem Entsäuern gewalkt, dann in voller Seife auf der Breitwaschmaschine gewaschen, daselbst wird durch Zusatz von Salmiak die Seife gehoben und dann gespült. Den Beschluss macht Rauhen, Trocknen, Halbausscheren, Pressen und Dekatieren, in vollem Wasser Verstreichen, Trocknen, Scheren, Pressen und Dekatieren. 